# 1966年至1967年香港甲組足球聯賽
1966–67年香港甲組足球聯賽（英語：Hong Kong First Division Football League），是第 56 屆香港甲組足球聯賽，本屆聯賽共有 12 隊參賽球隊，冠軍是九巴，他們以 22 場 15 勝 3 和 4 合共取得 33 分。九巴隊第 2 次贏得港甲冠軍。

## 外部連結
- 香港足球總會官網（页面存档备份，存于）
- 香港甲組足球聯賽 歷屆冠軍（页面存档备份，存于）